# Séverine Sigrist
Pour les articles homonymes, voir Sigrist.
Séverine Sigrist, née le 16 juin 1973 à Tours, est une biologiste cellulaire et neuroscientifique française dont les principaux axes de recherches se concentrent sur le traitement du diabète.

## Carrière
Elle est également la fondatrice et présidente de l'entreprise Defymed ayant pour objet la recherche, le développement, et l’exploitation de dispositifs médicaux pouvant contenir des cellules sécrétrices de molécules biologiques. En 2014, elle reçoit le Prix Irène-Joliot-Curie dans la catégorie Parcours Femme entreprise pour l'ensemble de son activité à la recherche scientifique et technique au Centre européen d'étude du diabète. Elle travaille sur la création d'un pancréas bioartificiel permettant de restaurer la sécrétion d'insuline nécessaire à la régulation de la glycémie. En 2022 a été nommée au grade de chevalier de la légion d’honneur.